# Geirmundar þáttr heljarskinns
Geirmundar þáttr heljarskinns es una historia corta islandesa (þáttr) y una de las secciones de la saga Sturlunga. Trata de la figura del caudillo vikingo Geirmundur heljarskinn Hjörsson. El relato hace una función de introducción al conjunto de libros que componen la saga, aunque el argumento no tiene mucho que ver con el resto.